# Уралочка (фильм)
«Уралочка» — российский фильм 2024 года режиссёра Михаила Расходникова. Романтическая комедия в жанре роуд-муви.
Фильм снят по идее и при со-продюсировании Юлии Михалковой, она же сыграла в фильме одну из ролей.

## Сюжет
Столичная штучка Лана, чтобы спасти карьеру, вместо отпуска на жарком морском побережье вынуждена отправиться в коммандировку на Север — в город Лабытнанги. Самолёт-«кукрузник» до Ханты-Мансийска совершает вынужденную посадку где-то в дали от цивилизации. Теперь добраться до места назначений её может помочь только дальнобойщик Гриша — мужчина простой, грубоватый, прямолинейный, который кроме своего грузовика «Уралочки» ничего не любит. И «Уралочка» отвечает ему взаимностью, вывозя из самых сложных передряг на северных трассах.
Совместное путешествие, и как ни странно сама «Уралочка», хотя вначале и ревнуя, сближает этих абсолютно разных людей из совершенно разных миров.

## В ролях
- Валерия Астапова — Лана
- Александр Горбатов — Гриша
- Юлия Михалкова
- Роман Курцын — Игнат
- Алексей Олейник
- Александр Фролов
- Нургиса Турсынбай
- Еремей Айпин — оленевод
- Сергей Хозумов
- Августа Могульчина
- Анжела Полежаева - подруга Ланы

## Саундтрек
- Владимир Высоцкий и инструментальный ансамбль «Мелодия» — Здесь лапы у елей дрожат на весу
- Ari Takahashi, Leonardo Svidercoschi, Stefano Torossi — Buddah Cave
- Jazzdauren — Песни на кассете, Дарите женщинам цветы
- Андрей Губин — Зима-холода
- Ирина Понаровская — Женщина всегда права
- The Hatters — Дед Мороз не показывает слёз

## Съёмки
Съёмки проходили в окрестностях Магнитогорска и Ханты-Мансийска, также местами съёмок стали село Париж в Челябинской области, город Лабытнанги.
Герои в фильме разъезжают на грузовике «Урал» с номерами Челябинской области, это специально доработанная на заводе двухкабинная модель пожарного автомобиля «Урал-5557-5834».

## Показ
15 ноября 2024 года был опубликован трейлер фильма, 4 декабря в кинотеатре «Пионер» состоялась закрытая премьера.
Фильм вышел в широкий прокат 5 декабря, в первую неделю проката фильм стартовал на 15-строчке, его посмотрели 16 340 зрителей, кассовые сборы составили 6 161 896 рублей ($59 113).